# Valle de Hebrón Instituto de Investigación
El Valle de Hebrón Instituto de Investigación -en catalán Vall d'Hebron Institut de Recerca (VHIR)- es un instituto de investigación básica, clínica y translacional, creado en 1994. Es una institución del sector público que pertenece al Instituto Catalán de la Salud y que se encarga de promover y desarrollar la investigación e innovación biosanitarias del Hospital Universitario Valle de Hebrón (HUVH).
El objetivo de la investigación que se desarrolla es encontrar soluciones a los problemas de salud de la ciudadanía y conseguir mejoras asistenciales para la práctica clínica. Dado que la mayoría del personal investigador del VHIR es, a su vez, personal clínico ligado al Hospital Universitario Valle de Hebrón, la investigación que se lleva a cabo tiene una traducción práctica más inmediata. El HUVH y el VHIR, con más de 600 ensayos clínicos en marcha por año, son un centro internacional líder en investigación clínica .
El VHIR es un centro acreditado por el Instituto de Salud Carlos III y forma parte de la institución CERCA del Departamento de Economía y Conocimiento de la Generalidad de Cataluña , en base al Plan estratégico de investigación e innovación en salud 2012-2015 y el Plan de Salud 2011-2015 del Departamento de Salud. También es un centro de investigación universitario acreditado por la Universidad Autónoma de Barcelona .
Se ubica en el área urbana de Barcelona , dentro del campus del Hospital Universitario Valle de Hebrón.
El VHIR ha obtenido financiación para proyectos presentados en La Marató de TV3 desde el año 1994. Desde entonces, ha recibido en total unos 8 millones de euros para financiar más de 60 proyectos de investigación que han permitido continuar o iniciar nuevos trabajos para encontrar solución a enfermedades cardiovasculares, neurológicas, genéticas hereditarias, mentales o cáncer; para investigar las enfermedades minoritarias, paliar el dolor crónico o mejorar la supervivencia de las personas trasplantadas, entre otras muchas.